# Alfa Romeo Tipo A
Der Alfa Romeo Tipo A war ein Rennwagen, der 1931 von Alfa Romeo produziert wurde. Er war der erste Einsitzer (Monoposto), den der Mailänder Autohersteller baute. Das Auto hatte zwei 6-Zylinder-Reihenmotoren mit je 1750 cm³ Hubraum. Bei einer Leistung von 230 PS (172 kW) erreichte das Auto eine Höchstgeschwindigkeit von 240 km/h.

## Hintergrund
Alfa Romeo hatte 1923 mit dem Alfa Romeo P1 einen ersten Versuch unternommen, bei Grands Prix anzutreten. Das Projekt scheiterte aus mehreren Gründen (unter anderem dem Tod von Ugo Sivocci im Training), sodass Nicola Romeo den Wagen ausrangieren ließ. Die Grand-Prix-Pläne wurden aber weiter verfolgt und das Unternehmen entwarf den Alfa Romeo P2. Dafür entwickelte Vittorio Jano, den der damalige Alfa-Romeo-Werksfahrer Enzo Ferrari von Fiat abgeworben hatte, im Jahr 1924 einen kompressorgeladenen Achtzylindermotor mit 1987 cm³ Hubraum, der bis zu 103 kW (140 PS) leistete und eine Höchstgeschwindigkeit von 225 km/h ermöglichte. Dieser Motor erwies sich als sehr wettbewerbsfähig und erzielte mehrere Grand-Prix-Siege. Nach Änderungen in den Statuten war der P2 am Ende der Saison 1926 jedoch für etliche große Rennen nicht mehr regelkonform. Die Autos wurden aber nicht vollständig ausgemustert und gewannen die Targa Florio 1930. Jano lenkte seine Aufmerksamkeit auf das neue Straßenauto 6C 1500 und nach drei Saisons zog sich Alfa Romeo wieder von den Grand-Prix-Rennen zurück.
Zur damaligen Zeit hatte der Sportverband Schwierigkeiten, die Teilnehmer dazu zu bringen, sich auf die Grand-Prix-Formel zu einigen, und scheiterte 1931 erneut. Die Rennen wurden also wieder nach den Regeln der Formula Libre ausgetragen. Das bedeutete, dass die „kleinen“ Alfa Romeo mit ihren 1987-cm²-Motoren gegen die riesigen Mercedes-SSK (mit über 7 Liter Hubraum) antreten mussten. Jano war nicht davon überzeugt, dass der 8C 2300 stark genug sein würde, um sich der viel stärkeren Konkurrenz auf den Hochgeschwindigkeitsstrecken zu stellen, und entwickelte den ungewöhnlichen Tipo A. Zusammen mit dem 8C 2300 war er rechtzeitig zum Saisonauftakt in Monza fertig.

## Entwicklung und Technik
Das ungewöhnlichste Merkmal des Tipo A war seine Motorisierung: zwei, Kompressor-aufgeladene 6-Zylinder-Motoren mit je 1750 cm³, die nebeneinander in einem 8C-Chassis eingebaut waren. Jeder Motor war mit einem separaten Drei-Gang-Getriebe verbunden, das die Kraft über jeweils ein eigenes Differential auf die Hinterräder übertrug. Der Fahrer saß mitten im Auto auf den beiden Antriebswellen. Mit der leichten Aluminiumkarosserie, war der Tipo A Alfa Romeos erster Einsitzer oder „Monoposto“. Die zwölf Zylinder leisteten zusammen 230 PS und reichten aus, um den 930 kg schweren Renner auf eine Höchstgeschwindigkeit von 240 km/h zu bringen.
Diese komplexe Maschine erwies sich bei ihrem Debüt in Monza als technisch sehr anfällig. Der Tipo A schied nach nur zwei Stunden des zehnstündigen Rennens auf der dritten Position liegend aus. Außerdem war der Wagen schwer zu steuern (wohl wegen des Gewichtes der beiden Motoren im Frontbereich).

## Historie
Es wurden insgesamt noch drei weitere Autos gebaut, aber dieses erste „Bimotore“-Experiment konnte während der gesamten Saison nicht überzeugen. Giuseppe Campari fuhr einen Tipo A zum Sieg bei der Coppa Acerbo 1931 in Pescara, während Tazio Nuvolari Dritter wurde. Der Wagen wurde 1932 weitgehend durch den Tipo B oder „P3“ ersetzt, der von einem einzelnen 8C-2300-Motor angetrieben wurde. Der Tod von Luigi Arcangeli auf der Rennstrecke in Monza während der Tests für den Großen Preis von Italien 1931 und die immer noch bestehenden technischen Probleme des Modells veranlassten Alfa Romeo, das Projekt endgültig zu beenden.

## Technische Informationen
|                           | Alfa Romeo Tipo A                                        |
| ------------------------- | -------------------------------------------------------- |
| Motor                     | zwei 6-Zylinder-Reihenmotore                             |
| Hubraum                   | je 2991 cm³ / 106.9 cu in                                |
| Bohrung × Hub             | 65,0 mm × 88,0 mm                                        |
| Verdichtungsverhältnis    | 5,0 : 1                                                  |
| Leistung bei 1/min        | 115 PS / 86 kW bei 5200                                  |
| Ventilsteuerung           | zwei obenliegende Nockenwellen / 2 Ventile pro Zylinder  |
| Gemischaufbereitung       | Memini-DOA-Vergaser, Kompressor                          |
| Kühlung                   | Wasser                                                   |
| Getriebe                  | 3-Gang-Getriebe, nicht synchronisiert (Hinterradantrieb) |
| Bremsen                   | Trommelbremsen an allen Rädern                           |
| Radaufhängung vorn        | halbelliptische Blattfedern, Reibungsdämpfer             |
| Radaufhängung hinten      | halbelliptische Querblattfedern, Reibungsdämpfer         |
| Karosserie und Rahmen     | Aluminiumkarosserie auf Leiterrahmen                     |
| Radstand                  | 2800 mm                                                  |
| Spurweite vorn / hinten   | 1380 mm / 1380 mm                                        |
| Reifengröße vorn          | unbekannt                                                |
| Reifengröße hinten        | unbekannt                                                |
| Maße L × B × H            | 4100 mm × 1590 mm × – mm                                 |
| Leergewicht (ohne Fahrer) | 930 kg                                                   |
| Tankinhalt                | unbekannt                                                |
| Kraftstoffverbrauch       | unbekannt                                                |
| Höchstgeschwindigkeit     | 240 km/h (149 mph)                                       |

## Verbleib
Keines der produzierten Exemplare ist erhalten. Speziell für das Alfa Romeo 8C-35 Tipo C wurde der Markenexperte Luigi Fusi beauftragt, eine Nachbildung zu rekonstruieren. Sein Modell ist im Museo storico Alfa Romeo in Arese ausgestellt.